# FIFA: Road to World Cup 98
Ej att förväxlas med: World Cup 98 (EA Sports) eller International Superstar Soccer '98 (Konami), släppt som Jikkyo World Soccer: World Cup France '98 i Japan.
FIFA: Road to World Cup 98 (ofta förkortat som FIFA 98) är ett fotbollsspel från 1997 utvecklat av EA Canada och utgivet av Electronic Arts. Det var femte spelet i serien och andra i 3D till 32-bitarsmaskiner. Flera olika spelare sågs på omslaget, bland andra David Beckham i Storbritannien, Roy Lassiter i USA och Mexiko, David Ginola i Frankrike, Raúl i Spanien och Andreas Möller i Tyskland. FIFA 98 var sista spel i FIFA-serien att släppas till Sega Mega Drive i Europa.

## Spellägen
Spelet satte igång en trend i serien att göra den till världens bästa fotbollssimulator. Spelet revolutionerade, hade officiell musik, en raffinerad grafikmotor, lag med spelaralternativ, 16 anläggningar, bättre AI och populära "Road to World Cup", med all 173 FIFA-registrerade landslag. Det finns många verkliga laguppställningar, och även reserver för landslagen när man spelar I kvalgrupperna. Dessutom finns 11 ligor med 189 klubblag tillgängliga. Det var också första FIFA-spel där man kunde göra val under spelet.
För första gången i ett FIFA-spel, var offsideregeln korrekt. I tidigare spel, då en spelare var i offsideposition och gjorde allt annat än sprang dömdes denne för offside om bollen spelades bakåt. 32-bitarsversionen rättade detta, så bara om bollen passades där spelaren i offsideposition befann sig, fick motståndaren en frispark för offside.
Spelet innehöll också en femmannavariant av inomhusfotboll.
Med den nya grafiken, hade spelarna igenkännbara ansikten. Ansiktena liknande dock mer ansiktsuttryck, och startelvorna för Bulgarien och Ukraina kunde bestå av "ledsna" spelare, medan startelvorna för Makedonien kunde se "tuffa" ut.
Spelet innehöll de flesta landslagen, och anses ofta vara det mest kompletta och välbalanserade i serien när det handlade om landslagsspel, vilket varken 2002 eller 2006 års spel ansågs kunna leva upp till.

### Ligor
- Brasilianska Campeonato Brasileiro Série A (Bara några lag)
- Engelska Premier League
- Franska Ligue 1
- Tyska Fußball-Bundesliga
- Italienska Serie A
- Malaysiska M-League
- Nederländska Eredivisie
- Skotska Premier Division
- Spanska La Liga
- Svenska Allsvenskan
- Amerikanska A-League

### Anläggningar
- Rose Bowl
- Estadio Azteca
- Hasely Crawford Stadium
- Estádio do Maracanã
- Camp Nou
- Parc des Princes
- Wembley Stadium
- Amsterdam Arena
- Råsundastadion
- Münchens Olympiastadion
- San Siro
- Ahmadou Ahidjo Stadium
- Ellis Park Stadium
- Tokyo National Olympic Stadium
- Jamsil Olympic Stadium
- Sydney Football Stadium

### Musik
Spelets signaturmelodi var Blurs låt Song 2. Fyra låtar från The Crystal Method fans också i spelet – More, Now is the Time, Keep Hope Alive och Busy Child – liksom en låt av Electric Skychurch vid namn Hugga Bear. Des Lynam behölls för spelintroduktionen och John Motson och Andy Gray behölls som matchkommentatorer.
- Blur - "Song 2"
- The Crystal Method - "Keep Hope Alive"
- The Crystal Method - "More"
- The Crystal Method - "Now is the Time (Cloud 9 Remix)"
- The Crystal Method - "Busy Child'"
- Electric Skychurch - "Hugga Bear"

## Betyg
Nummer 29 av Play gav Playstation-version betyget 88%.

### Fotnoter
1. ↑  ”FIFA 98: Road to World Cup” (på engelska). Mobygames. 19 mars 1997. http://www.mobygames.com/game/fifa-98-road-to-world-cup. Läst 18 juni 2016.